# Wang Shizhu
Wang Shizhu (chinesisch 王士築 / 王士筑; * 20. Februar 1989) ist ein chinesischer Hammerwerfer.

## Sportliche Laufbahn
Erste internationale Erfahrungen sammelte Wang Shizhu bei den Asienspielen 2014 im südkoreanischen Incheon, bei denen er mit einer Weite von 73,65 m die Silbermedaille hinter dem Tadschiken Dilschod Nasarow gewann. Im Jahr darauf nahm er an den Asienmeisterschaften in Wuhan teil und belegte mit 71,71 m den fünften Platz. Zwei Jahre später gewann er bei den Asienmeisterschaften  in Bhubaneswar mit 73,81 m die Silbermedaille erneut hinter Nasarow. 2018 nahm er erneut an den Asienspielen in Jakarta teil und erreichte dort mit einer Weite von 71,31 m Platz vier. Im Jahr darauf belegte er bei den Asienmeisterschaften in Doha mit 68,89 m Rang sechs.
2017 und 2018 wurde Wang Chinesischer Meister im Hammerwurf.